# Снежура
Снежура́ — снежный покров или скопление снега на воде, образующееся при обильном выпадении снега на поверхность воды, близкой к точке замерзания. Быстро пропитывается водой и образует кашеобразную вязкую массу. Смерзаясь, образует шугу. При шторме представляет опасность для кораблей, поскольку при попадании на палубу приводит к быстрому обледенению.
С появлением снежуры часто начинается процесс льдообразования, а в небольших непроточных водоёмах и малых реках со слабым течением снежура часто служит главной составляющей ледяного покрова.
У мурманских или беломорских поморов снежура называлась словом «бакалда».